# Neozygocera kaszabi
Neozygocera kaszabi là một loài bọ cánh cứng trong họ Cerambycidae.